# Michael Sabatino
Michael Sabatino (Venice (Californië), 25 juni 1955) is een Amerikaanse acteur.
Sabatino werd bekend in de serie Knots Landing waar hij Chip Roberts/Tony Fenice speelde van 1982 tot 1983. Van 1990 tot 1993 speelde hij de rol van slechterik Lawrence Alamain in de soap Days of our Lives. Dan werd hij ontslagen omdat er bespaard werd op acteurs. Hij maakte de overstap naar soap The Bold and the Beautiful in november 1993 waar hij ontwerper Anthony Armando speelde. Na een moord gepleegd te hebben werd hij Armando in juli 1995 uit de serie geschreven. In september van 1995 ging hij naar All My Children om daar opnieuw een slechterik te spelen, dokter Jonathan Kinder. Hij bleef bij de serie tot november 1996. Verder speelde hij nog rollen in de series Sunset Beach en Guiding Light. In NYPD Blue speelde hij gedurende enkele jaren gastrollen. In 2006 speelde hij nog in de serie Passions.
In 1993 werd hij genomineerd voor een Soap Opera Digest Award voor buitengewone slechterik in een serie.
In 1997 trouwde hij met zijn voormalige Days-collega en tegenspeelster Crystal Chappell. Ze hebben twee kinderen samen.